# Selecció de rugbi XV de les Filipines
La Selecció de rubi XV de les Filipines, anomenada "els volcans", és la selecció esportiva que representa a nivell internacional les Filipines en les competicions de rugbi a 15. Les Filipines han participat en el Campionat de Rugbi de l'Àsia des del 2006, moment en què es va crear l'equip. En l'edició de 2012 van aconseguir guanyar el campionat de la Divisió I, podent disputar així el Cinc Nacions de l'Àsia les temporades 2013 i 2014, quedant en quarta posició en ambdues ocasions. Les Filipines encara no han debutat en una Copa del Món.
El 19 de març de 2012 les Filipines, juntament amb les seleccions de Mèxic i Pakistan, van entrar per primera vegada al World Rugby Rànquing, amb una puntuació base de 40 punts (situant els tres conjunts en 71a posició). Gràcies als seus resultats en els tornejos asiàtics, el rànking de l'equip va arribar fins a la 55a posició.

## Història

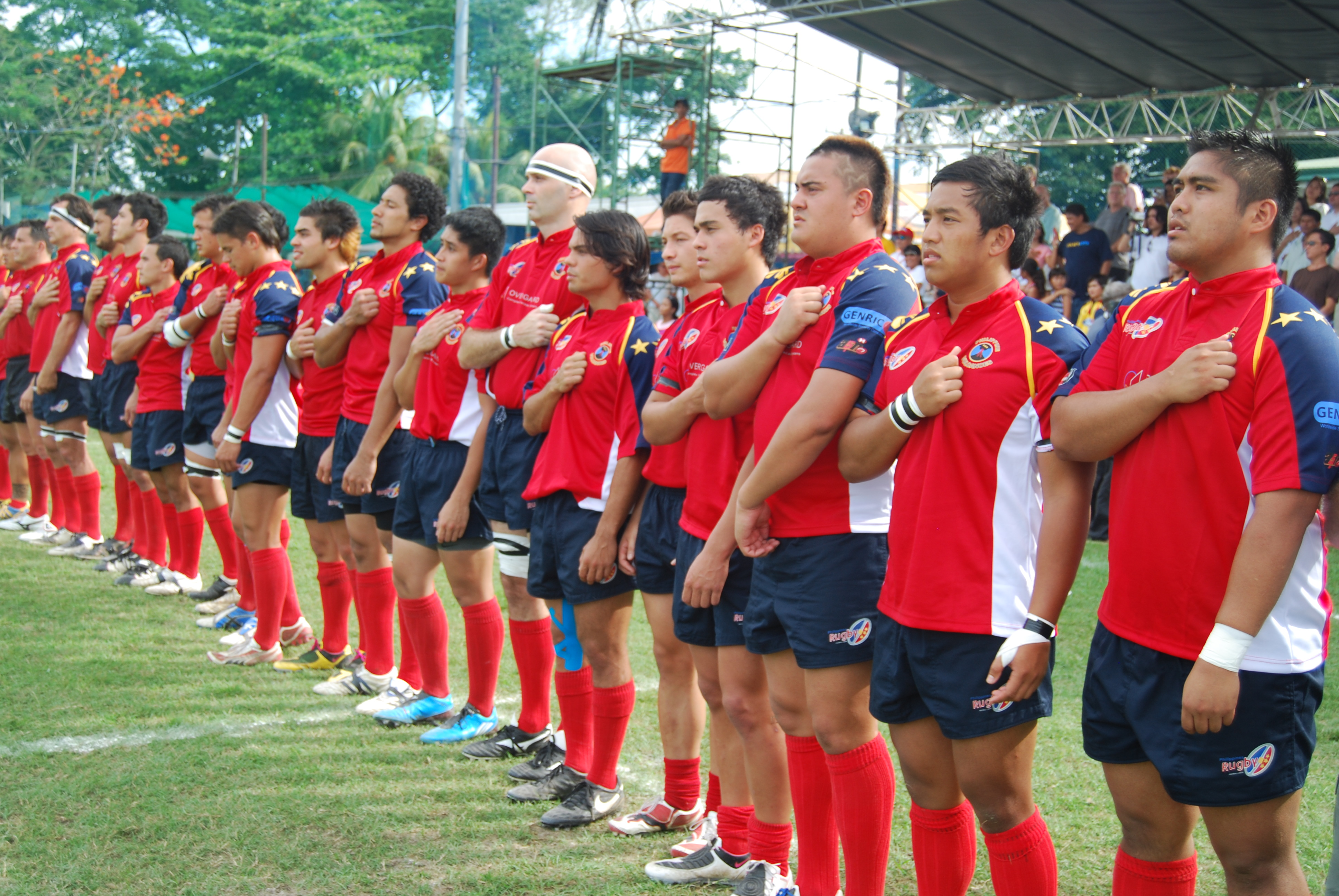
L'equip nacional durant la final de la Divisió 3 del campionat asiàtic de rugbi de 2009.

El 1998 es va formar la Philippine Rugby Football Union (PRFU), el cos governamental nacional del rugbi a 15 a les Filipines. El rugbi a les Filipines va ser introduït principalment pel gran nombre de britànics, australians i neozelandesos expatriats que vivien al país.
Les Filipines van debutar internacionalment a la 5a Divisió del Campionat asiàtic de 2006. Allí van derrotar la selecció de Guam per 18 a 14, en el que era el seu primer partit, disputata el 20 de maig del 2006; posteriorment serien derrotats pel Pakistan, en un partit disputat l'11 de juny següent, privant-se així de poder pujar de categoria.
El desembre següent, la selecció sub-19 va derrotar tots els seus rivals en la Segona Divisió del torneig organitzat per l'Asian Rugby Football Union (ARFU).
El 2008, la PRFU va aconseguir ser membre de la federació internacional de rugbi, la International Rugby Board (IRB). Aquell any, les Filipines va aconseguir dominar la quarta categoria del Campionat asiàtic i van assolir el títol de la 4a Divisió en el seu any inaugural. Durant aquell torneig, les Filipines van esclafar la selecció de Brunei per 101-0, i van derrotar Guam per 20 a 8, emportant-se el títol de la divisió. L'any següent, el 2009, les Filipines van seguir amb la bona ratxa, emportant-se el títol de la nova Divisió III, després de derrotar la selecció iraniana per 15-0, i a la de Guam per 25-0. Gràcies a aquests resultats, les Filipines van ascendir a la Divisió II del torneig.
L'any 2010 a selecció filipina va adjudicar-se la Divisió II del Campionat asiàtic, derrotant a la final a la selecció índia per 44 a 1. A més, aquell any també va participar en els torneigs de rugbi a 7 celebrats a Xangai i Borneo, així com als Jocs Asiàtics celebrats a Guangzhou (2010).
El 2012 les Filipines van participar en la Divisió I del Cinc Nacions asiàtic, on va derrotar les seleccions de Singapur, Taiwan i Sri Lanka, classificant-se així per primera vegada per participar en la màxima categoria d'aquesta competició.

## Palmarès
Campionat de Rugbi de l'Àsia
- Campions de la Regió Pacífic-Àsia: 2008
- Campions de la Divisió 3: 2009
- Campions de la Divisió 2: 2010
- Campions de la Divisió 1: 2012, 2018